# Hippocampus satomiae
Hippocampus satomiae è un piccolo pesce marino appartenente alla famiglia Syngnathidae.

## Distribuzione e habitat
Questa specie è diffusa nel Sudest asiatico: Indonesia, Sulawesi, Borneo e Malaysia, dove abita coste e fondali rocciosi fino a 15-20 metri di profondità.

## Descrizione
Presentano le medesime caratteristiche fisiche del genere Hippocampus ma con un corpo più tozzo e meno aggraziato e muso corto. Gli aculei sopraoculari sono molto sviluppati. 
La livrea ha un colore di fondo giallo biancastra, con screziature bianche e brune. 

Le dimensioni sono minute: raggiunge una lunghezza massima di 1,4 cm.

## Etologia
Di giorno sono praticamente introvabili anche ad occhi esperti e in luoghi di sicura diffusione, sono animali notturni, attivi fino all'alba. Di notte tendono a raggrupparsi in piccoli gruppi in luoghi riparati delle scogliere, nutrendosi.

## Riproduzione
La riproduzione è tipica del genere: la femmina depone le uova fecondate in una speciale sacca incubatrice nel ventre del maschio. Alla schiusa, il maschio espelle gli avannotti con delle contrazioni addominali simili al parto femminile. I piccoli, di circa 3 mm di lunghezza, tendono a raggrupparsi poco distante il luogo del parto, in un luogo riparato, per qualche tempo. Non vi sono cure parentali.

## Scoperta
Scoperta e classificata di recente (2008), l'olotipo catturato e studiato dai biologi si è rivelato un maschio incinto, che ha partorito 8 piccoli.

## Pesca
Sono a volte pescati ed utilizzati come nutrimento per le popolazioni umane dei luoghi d'origine.